# Japhet Sery Larsen
Japhet Sery Larsen, né le 10 avril 2000 à Copenhague au Danemark, est un footballeur danois qui évolue au poste de défenseur central au SK Brann.

## Biographie

### En club
Né au Danemark, Japhet Sery Larsen est formé au FC Midtjylland. C'est avec ce club qu'il débute en professionnel, lors d'un match de Superligaen face à l'AC Horsens. Il entre en jeu à la place d'Alexander Scholz et les deux équipes se neutralisent (2-2 score final).
Le 24 juillet 2021, Japhet Sery Larsen rejoint le SK Brann. Il signe un contrat courant jusqu'en 2025.
Il marque son premier but pour Brann le 19 septembre 2021, lors d'une rencontre de championnat face au Tromsø IL. Titulaire, il inscrit le but égalisateur de son équipe (1-1 score final).
Le 2 février 2022, Larsen rejoint le champion en titre norvégien, le FK Bodø/Glimt. Il signe un contrat courant jusqu'en décembre 2025.
Le 25 janvier 2023, Japhet Sery Larsen fait son retour au SK Brann seulement un an après avoir quitté le club. Il signe un contrat valable jusqu'en décembre 2026.
Il remporte son premier trophée avec la coupe de Norvège le 20 mai 2023,.

### En sélection
Japhet Sery Larsen représente l'équipe du Danemark des moins de 16 ans pour un total de cinq sélections, toutes obtenues en 2016. Il marque également un but.
Il joue ensuite avec les moins de 17 ans, jouant au total cinq matchs en 2017, dont deux en tant que titulaire.
Japhet Sery Larsen joue son premier match avec l'équipe du Danemark espoirs le 19 novembre 2019, contre Malte. Il entre en jeu à la place de Victor Nelsson et son équipe s'impose (5-1 score final).

## Palmarès
SK Brann
- Coupe de Norvège (1) :
  - Vainqueur : 2023.